# Vikariát S. Marco - Castello
Vikariát S. Marco - Castello je územní část benátského patriarchátu. Tvoří ji 14 římskokatolických farností.

## Farnosti vikariátu
| Farnost                                                     | Správce                                      | Další duchovní ve farnosti               | Farní kostel                  |
| ----------------------------------------------------------- | -------------------------------------------- | ---------------------------------------- | ----------------------------- |
| Římskokatolická farnost Sv. Petra v Castello (Benátky)      | Mons. Narciso Belfiore, S.D.B. farář         | Alessandro Zaramella, S.D.B. farní vikář | Svatého Petra apoštola        |
| Římskokatolická farnost Sv. Josefa v Castello (Benátky)     | Mons. Narciso Belfiore, S.D.B. farář         | Massimo Schibotto, S.D.B. farní vikář    | Svatého Josefa                |
| Římskokatolická farnost Sv. Františka z Pauly (Benátky)     | Mons. Narciso Belfiore, S.D.B. farář         | Filippo Chiaffoni, S.D.B. farní vikář    | Svatého Františka z Pauly     |
| Římskokatolická farnost Sv. Martina v Castello (Benátky)    | Augusto Manente farář                        |                                          | Svatého Martina biskupa       |
| Římskokatolická farnost Sv. Františka della Vigna (Benátky) | Adriano Campesato, O.F.M. farář              | Sebastiano Simonitto, O.F.M. farní vikář | Svatého Františka z Assisi    |
| Římskokatolická farnost Bragora (Benátky)                   | Giovanni Favaretto farář                     |                                          | Svatého Jana Křtitele         |
| Římskokatolická farnost Sv. Štěpána (Benátky)               | Mons. Gianni Bernardi farář                  |                                          | Svatého Štěpána prvomučedníka |
| Římskokatolická farnost Sv. Lukáše (Benátky)                | Mons. Marino Gallina farní administrátor     |                                          | Svatého Lukáše evangelisty    |
| Římskokatolická farnost Sv. Salvátora (Benátky)             |                                              |                                          | Nejsvětějšího Salvátora       |
| Římskokatolická farnost Sv. Zachariáše (Benátky)            | Mons. Carlo Seno farní administrátor         |                                          | Svatých Zachariáše a Atanáše  |
| Římskokatolická farnost Santa Maria Formosa (Benátky)       | Piotr Mikulski farní administrátor           |                                          | Očišťování Panny Marie        |
| Římskokatolická farnost Sv. Jana a Pavla (Benátky)          | Angelo Preda, O.P. farář                     |                                          | Svatých Jana a Pavla          |
| Římskokatolická farnost Sv. Heleny (Benátky)                | Carlo M. Serpelloni, O.S.M. farář            |                                          | Svaté Heleny císařovny        |
| Římskokatolická farnost Sv. Mojžíše (Benátky)               | Mons. Giuseppe Camilotto farní administrátor | Roberto Donadoni farní vikář             | Svatého Mojžíše               |